# چرخه رابی

نوسانات رابی، احتمال وجود یک سیستم دو سطحی را در ابتدا در نشان می‌دهد که در به پایان در دتیون‌های مختلف Δ.

در فیزیک، چرخه رابی (یا Rabi flop) یک رفتار متناوب برای یک سیستم کوانتومی دو سطحی در حضور یک نیروی پیش ران نوسان است. تعداد زیادی از فرایندهای فیزیکی متعلق به حوضه‌های محاسبات کوانتومی، ماده چگالش، فیزیک اتمی و مولکولی و فیزیک هسته ای و ذرات را می‌توان به راحتی از نظر  سیستم‌های مکانیکی کوانتومی دو سطحی و نمایشی از چرخه رابی در حالی که با یک میدان پیش ران نوسان کننده کوپل شده مورد مطالعه قرار داد. اثر آن در اپتیک کوانتومی، رزونانس مغناطیسی و محاسبات کوانتومی از اهمیت بالایی برخوردار است و به نام ایزیدور اسحاق رابی نامگذاری شده‌است.
یک مثال از چرخه رابی وقتی است که اتم را با جریانی از فوتون‌های همدوست بمباران کنیم. در این حالت اتم مرتباً فوتون‌ها را جذب و به وسیلهٔ گسیل تحریکی باز نشر می‌کند. در این شرایط دو سطح انرژی برای اتم قابل تصور است که از نظر انرژی متفاوت اند به عبارت دیگر اتم می‌تواند برانگیخته باشد یا نباشد